# Ельники Шаховского лесничества
Ельники Шаховского лесничества — государственный природный заказник (комплексный) регионального (областного) значения Московской области, территория которого имеет особое значение для сохранения и восстановления природных комплексов и поддержания экологического баланса. На заказник возложены следующие задачи:
- сохранение природных комплексов;
- сохранение местообитаний редких видов растений и животных;
- мониторинг видов растений и животных, занесенных в Красную книгу Московской области;
- выполнение научно-исследовательских работ по изучению объектов особой охраны заказника.

Заказник основан в 1990 году. Местонахождение: Московская область, городской округ Шаховская, 0,7 км к западу от деревни Паново, в 1 км к северу от деревни Кунилово. Общая площадь заказника составляет 941,73 га. Заказник включает кварталы 80—82, 85—90 Красногорского участкового лесничества Волоколамского лесничества.

## Описание
Территория заказника находится в северо-западной части Смоленско-Московской возвышенности в зоне совместного расположения конечноморенных холмистых и примыкающих к ним водноледниковых равнин и относится к бассейну Волги.
В границы заказника входят фрагмент наклонной поверхности моренной равнины с балками, фрагмент моренно-водноледниковой равнины, участок плоской водноледниковой равнины с отрезком долины реки Держи, древние ложбины стока.
Дочетвертичный фундамент территории представлен известняками и доломитами карбона. Кровля осадочного фундамента неровная. Макрочерты современного рельефа соответствуют погребенному рельефу. Возвышенная моренная равнина приурочена к выступам известняков, водноледниковая равнина, занимающая в заказнике нижний ярус рельефа — к понижениям в их кровле.
Абсолютные высоты поверхности на территории заказника колеблются от 219 м (урез воды реки Держи в юго-западной части заказника) до 251 м (вершина кама у восточной границы заказника).
Восточную часть заказника занимает краевой участок моренной равнины, наклонный, эрозионно расчлененный. Основная часть этого конечноморенного образования с его максимальными высотами находится за пределами заказника. Наклонная (на запад, 3—6°) часть равнины занимает абсолютные высоты 225—250 м в пределах заказника, порядка 25 процентов его площади и расчленена балками и оврагами на несколько крупных сегментов. На поверхности равнины имеются отдельные небольшие камы. Эта часть территории заказника наиболее дренированная, площади с условиями увлажнения свежих и влажных местообитаний примерно равны и преобладают над условиями сырых местообитаний. На этом участке заказника выражены склоновые процессы — делювиальный смыв и дефлюкция. На отрезках балок и оврагов имеются участки с выраженной донной эрозией.
В южную часть заказника входит фрагмент моренно-водноледниковой равнины (абсолютные высоты около 225—230 м), занимающей менее 10 процентов его площади. Поверхность равнины плавно понижается на север — к водноледниковой равнине, к востоку и западу — в направлении прилегающих древних ложбин стока. В пределах моренно-водноледниковой равнины по площади преобладают условия увлажнения влажных местообитаний, меньшие доли имеют площади с условиями свежих и сырых местообитаний.
Плейстоценовые отложения, слагающие моренную и моренно-водноледниковую равнины выполнены толщей песков с линзами валунно-галечникового материала, переслаивающейся тонкими, бессистемно залегающими и местами выклинивающимися горизонтами суглинков. Кровля песчаной морены неровная, выше залегает более молодая суглинистая с валунами морена, перекрытая чехлом покровных суглинков. Мощность совместной толщи покровных суглинков и подстилающей их суглинистой морены крайне неравномерна, от четырёх-девяти метров до выклинивания суглинков на поверхности. При полном выклинивании на поверхность выходят пески более древней морены.
Западную половину заказника (порядка 45 процентов его площади) занимает плоская поверхность водноледниковой равнины, на абсолютных высотах 220—225 м. Данная субгоризонтальная поверхность представляет нижний ярус рельефа на территории заказника, здесь преобладают условия увлажнения сырых местообитаний и низинных болот. Влажные гигротопы занимают меньшие площади, условия увлажнения свежих местообитаний локальны. Поверхность равнины осложняют (± 2,5 м) — невысокие останцы моренных холмов и суффозионные депрессии. В пределах водноледниковой равнины имеются плоские ложбины, проходит долина реки Держи. Наиболее высокие части равнины — на крайнем западе и в северо-восточной её части. Плейстоценовые отложения представлены преимущественно супесями, песками с галькой, с прослоями суглинков и чехлом покровных суглинков на поверхности. За исключением останцов моренных холмов характер залегания близких к поверхности отложений — субгоризонтальный. Местами как переслаивающие суглинки, так и покровные, выклиниваются — на поверхность выходят пески. Часть наиболее существенных по площади депрессий плейстоценового рельефа заполнена маломощным низинным торфом.
От южной оконечности заказника вдоль подножья моренной равнины проходит древняя ложбина стока, имеющая ширину около 200 м. Ближе к центру заказника она выходит на водноледниковую равнину. Ложбина стока заболочена, ложе заполнено голоценовым торфом, в днище имеется вложенная долина ручья. Вторая подобная древняя ложбина стока, также с вложенной долиной ручья (фрагментами канализирован), участками входит в состав заказника у его южных границ.
Долина реки Держи субмеридионально пересекает территорию заказника в пределах водноледниковой равнины. Долина реки в пределах заказника — неясновыраженная. Дно русла преимущественно песчаное.
Овражно-балочные формы имеются в восточной части заказника, где расчленяют наклонную моренную равнину. Наиболее крупных эрозионных форм, длиной около полутора километров каждая, здесь три. Две входят в пределы заказника фактически целиком, одна, самая северная начинается за его пределами. На большем протяжении они имеют форму балок со склонами крутизной 7—15°, но на некоторых участках поперечный профиль становится V-образным (овраг), крутизна склонов составляет 20—35°. На наклонной моренной равнине имеется также ряд неглубоких эрозионных и эрозионно-суффозионных ложбин. Устья всех указанных флювиальных форм выходят к древней ложбине стока. Неглубокие эрозионно-суффозионные ложбины имеются и в других частях заказника.
На всей территории заказника имеются суффозионные формы рельефа, включая депрессии проседания, ложбины, блюдца, воронки, участки чередования нанобугров и нанодепрессий. Суффозионный рельеф на территории заказника — сложноустроенный, особенно на водноледниковой равнине, где суффозионные формы имеют исключительно широкое распространение. Крупные суффозионные депрессии, занимающие площади до десяти и более гектаров включают многочисленные суффозионные микро- и наноформы рельефа. Суффозия — один из главных современных процессов рельефообразования на территории заказника.
Антропогенный рельеф представлен сетью мелиоративных канав (шириной 1—3 м) и отвалов вдоль них.
К водным объектам заказника относится отрезок реки Держи, проходящей через его территорию, ручьи в днищах двух древних ложбин стока, мелиоративные канавы, временные водотоки, обводненные суффозионные блюдца, низинные болота, многочисленные сочения грунтовых вод.
Река Держа — правый приток реки Волги. Через заказник река проходит на первых километрах своего течения. Исток реки находится вблизи от северных границ заказника. Протяжённость реки в пределах заказника — 3,6 км. Ширина в межень — 1—3,5 м. На значительном протяжении русло реки Держи канализировано.
В днищах древних ложбин стока протекает ручьи шириной до 2,5 м. Ручей в днище древней ложбины стока, залегающей у подошвы склона моренной равнины, служит водоприемником для шести притоков — водотоков временного характера, протекающих по днищам балок и ложбин, принимает воды подсклоновых сочений. Ручей является правым притоком реки Держи. Начиная с места его выхода на водноледниковую равнину, он канализирован и служит водоприемником для созданной тут сети мелиоративных канав. Ручей в днище ложбины стока на южной границе заказника также впадает в реку Держу.
В почвенном покрове памятника природы преобладают дерново-подзолистые, дерново-подзолисто-глеевые почвы и их агрогенно-преобразованные модификации, а также перегнойно-глеевые и торфяные эутрофные почвы. Пятнами представлены дерново-подзолы, дерново-подзолы глеевые, гумусово-глеевые почвы.
На поверхности наклонной мореной равнины на покровных суглинках в свежих гигротопах представлены дерново-подзолистые почвы подтипов типичные и глееватые. В аналогичных условиях увлажнения на песках сформированы дерново-подзолы подтипов иллювиально-железистые, глееватые, поверхностно-турбированные. Свидетельством распашки в прошлом территорий, в настоящее время покрытых лесами, служит наличие в почвенном покрове агродерново-подзолистых почв — типичных и глееватых и агродерново-подзолов — иллювиально-железистых и глееватых.
В условиях влажных гигротопов — на поверхности наклонной мореной равнины (преимущественно нижние части склонов), на моренно-водноледниковой равнине, пятнами на морено-водноледниковой равнине почвенный покров представлен дерново-подзолисто-глеевыми почвами подтипов типичные, орудинелые и поверхностно-турбированные. В аналогичных условиях на песках сформированы дерново-подзолы глеевые — иллювиально-гумусовые, иллювиально-железистые, поверхностно-турбированные.
Для сырых гигротопов, которые распространены на водноледниковой равнине, имеются на других участках заказника, включая отрезки днищ древних ложбин стока, наиболее увлажненные части днищ балок и ложбин, характерны перегнойно-глеевые почвы подтипов типичные и иловато-перегнойные. Реже, в местах нахождения близкого к поверхности горизонта слабощелочных грунтовых вод, отмечаются гумусово-глеевые почвы подтипов типичные и перегнойно-гумусово-глеевые.
Почвенный покров низинных болот, приуроченных к участкам ложа древних ложбин стока и крупных суффозионных депрессий, представлен торфяными эутрофными почвами. Эутрофные торфяно-глеевые и перегнойно-торфяные почвы занимают большие площади, чем типичные.

### Флора и растительность
На территории заказника преобладают еловые, осиново-еловые и березово-еловые леса лещиновые кислично-вейниковые, заболоченные березняки и осинники, закустаренные серовейниковые низинные болота и влажнотравные луга. Встречаются сероольшаники влажнотравные и лесокультуры ели и сосны.
На наиболее дренированных участках моренной равнины с преобладающими условиями увлажнения свежих гигротопов (восточная часть заказника) развиты елово-березовые и березово-еловые леса разного возраста бореальнотравяно-папоротниковые с черникой, седмичником, ортилией однобокой, грушанками малой или круглолистной, майником, кислицей, костяникой, вейником лесным, вероникой лекарственной, щитовниками картузианским и расширенным. Проективное покрытие напочвенного покрова зеленых таёжных мхов достигает 50—60 процентов.
В этой же части заказника произрастают елово-березовые леса с елью во втором ярусе и подросте кислично-хвощево-травяные с зелеными мхами и осокой лесной, снытью и зеленчуком произрастают в восточной части заказника на наклонной моренной равнине. Здесь обилен подлесник европейский.
В широких, но неглубоких ложбинах на наклонной моренной равнине, во влажных местообитаниях развиты березово-еловые с осиной влажнотравно-вейниковые зеленомошные типы леса с вербейником обыкновенным, хвощами, папоротниками, кислицей, живучкой, селезеночником и бодяками овощным и разнолистным. Есть участки с доминированием черники или с борцом северным и пырейником собачьим. Нередок щитовник расширенный, осока лесная, звездчатка дубравная, местами, в сырых гигротопах — таволга вязолистная и осоки пузырчатая и чёрная.
Березово-еловые с участием осины высокоствольные кустарниковые кислично-вейниковые с участками кислично-хвощево-вейниковых и вейниково-хвощево-широкотравных леса с таёжными видами, папоротниками и зелеными мхами (гилокомий, ритидиадельфус, атрихум) характерны для условий влажных с участками свежих местообитаний. Такие леса произрастают в нижних частях наклонной моренной равнины, на поверхности морено-водноледниковой равнины и на наиболее дренированных участках водноледниковой равнины. Они характерны для северо-восточной части заказника. Диаметр стволов елей 35—45 см, берез — 30—38 см. В этих лесах обилен подрост ели и рябины, растут лещина, жимолость лесная, волчеягодник обыкновенный, или волчье лыко (редкий и уязвимый вид, не включенный в Красную книгу Московской области, но нуждающийся на территории области в постоянном контроле и наблюдении) и крушина ломкая, вейник лесной, майник двулистный, хвощи лесной и луговой, ожика волосистая, фиалка теневая, седмичник европейский, звездчатка жестколистная, щитовники картузианский и мужской, голокучник Линнея, фегоптерис буковый, кочедыжник женский, вороний глаз, бор развесистый.
В березово-еловых и еловых лесах заказника обилен подлесник европейский (вид, занесенный в Красную книгу Московской области), местами выражены пятна широкотравных видов — зеленчука или сныти, довольно часто встречается влаголюбивая звездчатка дубравная, местами — пролесник многолетний, медуница неясная, борец северный, фиалка удивительная, а также колокольчик широколистный, дремлик широколистный и гнездовка обыкновенная — редкие и уязвимые виды, не включенные в Красную книгу Московской области, но нуждающиеся на территории области в постоянном контроле и наблюдении. Напочвенный покров образуют таёжные и дубравные мхи (30—40 процентов). На самых старых осинах с диаметром стволов около 50 см изредка встречается редкий мох — некера перистая (вид, занесенный в Красную книгу Московской области).
Более молодые варианты этих сообществ — елово-березовые леса с елью во втором ярусе и подросте кислично-вейниковые с пятнами мертвого покрова под группами молодых елей схожи с березово-еловыми по видовому составу, встречаются также участки зеленчуково-кислично-вейниковых лесов с пятнами черники, копытня европейского, костяники, живучки и звездчатки жестколистной.
Старовозрастные березовые леса с елью во втором ярусе кислично-зеленчуковые отличаются тенистостью, преобладанием в травном покрове живучки ползучей, звездчатки дубравной, осоки лесной, хвоща лесного, кочедыжника женского, щитовника расширенного, майника и подлесника европейского. Здесь растут волчеягодник, двулепестник альпийский, на некоторых сырых — куртины страусника.
Елово-березовые леса с елью и осиной, подростом ели и черемухи снытьево-гравилатово-хвощевые с кислицей, зеленчуком жёлтым, борцом северным, живучкой, костяникой, волчеягодником и смородиной чёрной характерны для склонов балок, и других линейных форм флювиального рельефа.
На склонах балок и оврагов участками произрастают очень старые лещины, колокольчик широколистный, виды дубравного широкотравья. На стволах растущих в овраге осин отмечена некера перистая.
Лесокультуры трансформированные — еловые с участием сосны с подростом ели кисличные отличаются загущенностью, одновозрастностью древостоя, бедностью участия лесных видов в составе травяного яруса. Здесь единичны папоротники, довольно много живучки ползучей, звездчатки дубравной. Диаметр отдельных старых сосен и берез, сохранившихся в этих культурах, составляет 45—50 см. Лесокультуры занимают наиболее значительные площади в юго-восточной половине заказника.
Депрессии рельефа на территории заказника заняты заболоченными лесами, низинными болотами и низинными лугами. Растительные сообщества сырых местообитаний с участками влажных имеются на всей территории заказника. Наибольшие площади они совместно с болотами занимают в центральной и западной части заказника — в пределах водноледниковой равнины, где преобладают. В днищах ложбин стока сообщества сырых местообитаний и болот доминируют.
Березняки с елью во втором ярусе и подросте серовейниково-влажнотравные с таволгой, крапивой, бодяком овощным и кочедыжником женским отличаются присутствием борца северного (аконита) и смородины чёрной. Здесь довольно много подроста ольхи серой, местами есть группы деревьев ольхи. В подлеске многочисленна крушина ломкая. Среди них встречаются пятна влажнотравных березняков или осинников без подроста ели с жимолостью лесной, медуницей, копытнем, пырейником собачьим, кочедыжником женским, щитовником расширенным и другими папоротниками. Диаметр старых осин составляет в этих лесах 35—37 см.
В сырых таволгово-крапивных и таволгово-серовейниковых (центральная и западная части заказника) встречаются отдельные очень старые березы пушистые или осины, одетые лишайниками рода Эверния, группами растет ольха серая, реже — черемуха. На упавших стволах встречаются крупные слоевища пельтигеры. Кустарники представлены малиной и крушиной ломкой, в травостое обильны таволга, крапива, вейник сероватый, растут бодяки, вербейник обыкновенный, паслен сладко-горький, кочедыжник женский, щучка дернистая, шлемник обыкновенный. Среди них есть участки с доминированием камыша лесного и осоки пузырчатой или вейника сероватого, произрастают калужница болотная, осока острая, незабудка болотная, подмаренник болотный, имеются пятна сфагновых мхов.
По некоторым ложбинам в составе древостоя заболоченных редин, кроме березы, участвует ольха чёрная, реже — ольха серая, есть подрост ели. Диаметр стволов ольхи чёрной достигает в них 30 см. В этих рединах обильны вейник сероватый, двукисточник тростниковидный, крапива и таволга, растут смородина чёрная, осока дернистая, камыш лесной, белокрыльник болотный, дербенник иволистный, кипрей волосистый, бодяк овощной, шлемник обыкновенный и зюзник европейский.
Низинные болота заказника — ивняковые осоковые с осоками береговой, пузырчатой, острой и дернистой. По периферии растут осока прямоколосая, сближенная и сероватая. Среди осок встречаются пятна вейника сероватого, хвощ речной, сабельник болотный и тиселиннум болотный. В краевых частях обилен тростник южный (местами), произрастают таволга вязолистная, смородина чёрная, щитовник гребенчатый, двукисточник тростниковидный, вероника длиннолистная. В мочажинах, обводненных суффозионных блюдцах и дренажных канавах, включая канализированные участки русел водотоков, растут ежеголовник всплывший, ряска малая и трехдольная, по их берегам — осока береговая и острая, дербенник иволистный.
На некоторых низинных болотах с березой пушистой, ивой пепельной имеются группы ольхи серой, внутри которых растут черемуха, сныть, пролесник многолетний, копытень, борец северный, пырейник собачий, таволга, смородина чёрная, деревья обвиты хмелем. На этих болотах довольно много бодяка овощного, малины, смородины чёрной, двукисточника тростниковидного, таволги, крушины ломкой. Отдельные старые березы имеют диаметр ствола 35 см.
В долинах временных водотоков — на участках расширений днищ балок и ложбин — растут единичные ели, ольха серая, таволга вязолистная и крапива. Здесь также обилен камыш лесной и кочедыжник женский, встречаются осоки пузырчатая и чёрная, хвощи лесной и луговой, бодяк овощной (огородный), паслен сладко-горький, незабудка болотная и калужница болотная.
По сырым прогалинам в лесах заказника обильны кочедыжник женский, купальница европейская, бодяк разнолистный, таволга, гравилат речной, хвощи, вербейник обыкновенный, щучка дернистая, ситники, овсяница гигантская, лютик ползучий, герань болотная, скерда болотная, бодяк овощной, дудник лесной, борец северный, малина.
На некоторых лесных прогалинах, небольших полянах и в разреженных участках леса по краям низинных болот встречаются влажнотравно-серовейниковые луга с доминированием бодяка овощного и борца (аконита) северного, сныти и хвоща лесного. На этих лугах растет купальница европейская, чистец лесной, таволга, осока дернистая, на опушках встречается дремлик широколистный (редкий и уязвимый вид, не включенный в Красную книгу Московской области, но нуждающийся на территории области в постоянном контроле и наблюдении).
В заказнике имеются красочные низинные луга на полянах с большим числом видов злаков, разнотравья и влажнотравья. В XX веке здесь были сенокосы. Достаточно крупные по площади участки лугов представлены в северо-восточной части заказника. На лугах обильны купальница европейская (редкий и уязвимый вид, не включенный в Красную книгу Московской области, но нуждающийся на территории области в постоянном контроле и наблюдении), василек луговой, таволга вязолистная, валериана лекарственная, синюха голубая, (редкий и уязвимый вид, не включенный в Красную книгу Московской области, но нуждающийся на территории области в постоянном контроле и наблюдении). Здесь произрастают также хвощ речной, марьянник дубравный, вейник сероватый, вербейник обыкновенный, вероника длиннолистная, горец змеиный, василистник блестящий, щучка дернистая, герань болотная, бодяк овощной, ежа сборная, осоки (бледноватая, соседняя, заячья, опушенная, чёрная, дернистая и высокая). В этих сообществах много подмаренника топяного, горицвета кукушкиного, дудника лесного, пырейника собачьего, шлемника обыкновенного и буквицы; встречается также пальчатокоренник Фукса (редкий и уязвимый вид, не включенный в Красную книгу Московской области, но нуждающийся на территории области в постоянном контроле и наблюдении).
По окраинам лугов обильны двукисточник, крапива, дербенник иволистный, василистник водосборолистный, стоят отдельные крупные ели и березы, имеются полосы сероольшаников с хмелем, вейником сероватым, вербейником обыкновенным, бодяком овощным и купырем, в микро- и нанопонижениях растут осока пузырчатая, сабельник и хвощ речной.
Близко к северо-восточной границе заказника имеются луга таволгово-купыревые с хвощом речным, геранью болотной, бодяком овощным, валерианой, двукисточником и синюхой.
В прирусловых частях долин реки Держи и ручьев развиты сероольшаники крапивно-таволговые с хмелем, бутенем ароматным, хвощем луговым и двукисточником. Вдоль русла реки Держи растут ежеголовник прямой (ветвистый), осоки ложноаировидная, пузырчатая, дернистая и вздутая, обилен двукисточник тростниковидный, встречаются дербенник иволистный и вербейник обыкновенный.

### Фауна
Животный мир заказника отличается значительным видовым разнообразием и репрезентативностью для соответствующих природных сообществ Московской области. Отмечено обитание 68 видов наземных позвоночных животных, в том числе двух видов амфибий, одного вида рептилий, 54 видов птиц и 11 видов млекопитающих.
Основу фаунистического комплекса наземных позвоночных животных заказника составляют виды, характерные для хвойных (преимущественно еловых) и смешанных лесов Нечернозёмного центра России. Абсолютно преобладают виды, экологически связанные с древесно-кустарниковой растительностью. Входящий в состав заказника комплекс низинных лугов и болот, а также значительная протяжённость и изрезанность внешней опушечной линии определяют наличие здесь видов, связанных с лугово-полевыми и болотными местообитаниями. Незначительная доля синантропных видов, тяготеющих к близлежащим населённым пунктам, свидетельствует о высокой степени сохранности и целостности природного комплекса.
В пределах заказника выделяются два хорошо различающиеся зоокомплекса (зооформации): зооформация высокоствольных хвойных и смешанных лесов и зооформация низинных лугов и болот.
Зооформация хвойных и смешанных лесов занимает большую часть территории заказника, господствуя в высоковозрастных еловых, смешанных березово-еловых и осиново-еловых древостоях с развитым вторым ярусом и подростом ели, в березовых лесах с елью во втором ярусе, а также на участках сомкнутых еловых и сосновых культур. Основу населения в этих местообитаниях составляют типичные таёжные виды как европейского происхождения (рыжая полевка, лесная куница, пеночка-весничка, пеночка-теньковка, желтоголовый королек, серая мухоловка, зарянка, певчий дрозд, чиж), так и сибирского (обыкновенная белка, рябчик, желна, рябинник, зелёная пеночка, пухляк). Значительную долю населения животных в субнеморальных ельниках составляют выходцы из европейских широколиственных лесов — обыкновенный еж, вяхирь, лесной конек, сойка, крапивник, пеночка-трещотка, славка-черноголовка, мухоловка-пеструшка, чёрный дрозд, большая синица, лазоревка, зяблик, а также характерные лесные или вообще широко распространенные виды: обыкновенная бурозубка, обыкновенная лисица, лесная мышовка, заяц-беляк, лось, кабан, канюк, тетерев (редкий и уязвимый вид, не включенный в Красную книгу Московской области, но нуждающийся на территории области в постоянном контроле и наблюдении), обыкновенная кукушка, большой пестрый дятел, ворон, обыкновенный поползень. Достаточно обычна кедровка (вид, занесенный в Красную книгу Московской области). С еловыми и смешанными лесами связаны в своем распространении остромордая лягушка и живородящая ящерица.
Зооформация низинных лугов и болот заселяет закустаренные низинные болота и влажнотравные луга. Низинные болота большей частью ивняковые, с отдельными мочажинами и старыми мелиоративными канавами, заросшими тростником. Местами среди болот и лугов встречаются старые березы или осины, группы чёрной и серой ольхи.
На обводненном травяном болоте в квартале 81 в гнездовое время отмечен серый журавль — вид, занесенный в Красную книгу Московской области. По берегам водотоков встречаются черныш, речной сверчок, травяная и зеленые лягушки, а также махаон, вид, занесенный в Красную книгу Московской области. На закустаренных участках и сырых опушках обычны обыкновенный жулан, садовая и болотная камышевки, садовая славка, обыкновенная чечевица; на более открытых и сухих участках — серая славка, луговой чекан, обыкновенная овсянка, а также ряд редких и уязвимых видов бабочек, не включенных в Красную книгу Московской области, но нуждающихся на территории области в постоянном контроле и наблюдении: адмирал, дневной павлиний глаз, ленточница малая, большая лесная перламутровка. В заболоченных лиственных насаждениях отмечены обыкновенная иволга, белобровик, черноголовая гаичка, ополовник, щегол. Участки низинных лугов и болот заказника являются местом охоты чёрного коршуна — вида, занесенного в Красную книгу Московской области.

## Объекты особой охраны заказника
Охраняемые экосистемы: березово-еловые леса с участием осины высокоствольные кустарниковые кислично-вейниковые с участками кислично-хвощево-вейниковых и вейниково-хвощево-широкотравных; елово-березовые леса с елью во втором ярусе и подросте кислично-вейниковые, кислично-зеленчуковые; бореальнотравяно-папоротниковые; березово-еловые леса с осиной влажнотравно-вейниковые зеленомошные; заболоченные березняки с елью и ольхой серой серовейниково-влажнотравные с борцом северным и смородиной чёрной; заболоченные таволгово-крапивные и таволгово-серовейниковые редины; низинные ивняковые осоковые болота и влажнотравно-серовейниковые луга с доминированием бодяка овощного и борца (аконита).
Места произрастания и обитания охраняемых в Московской области, а также иных редких и уязвимых видов растений и животных, зафиксированных на территории заказника, перечисленных ниже, а также тетерева.
Охраняемые в Московской области, а также иные редкие и уязвимые виды растений:
- виды, занесенные в Красную книгу Московской области — подлесник европейский, некера перистая;
- виды, являющиеся редкими и уязвимыми таксонами, не включенные в Красную книгу Московской области, но нуждающиеся на территории области в постоянном контроле и наблюдении — купальница европейская, волчеягодник обыкновенный, или волчье лыко, пальчатокоренник Фукса, дремлик широколистный, колокольчик широколистный, гнездовка обыкновенная, синюха голубая.

Охраняемые в Московской области, а также иные редкие и уязвимые виды животных:
- виды, занесённые в Красную книгу Московской области — чёрный коршун, серый журавль, кедровка, махаон;
- виды, являющиеся редкими и уязвимыми таксонами, не включенные Красную книгу Московской области, но нуждающиеся на территории области в постоянном контроле и наблюдении — адмирал, дневной павлиний глаз, ленточница малая, большая лесная перламутровка.